# Platythyrea sagei
Platythyrea sagei är en myrart som beskrevs av Auguste-Henri Forel 1900. Platythyrea sagei ingår i släktet Platythyrea och familjen myror. Inga underarter finns listade i Catalogue of Life.